# Fritillaria milasensis
Fritillaria milasensis là một loài thực vật có hoa trong họ Liliaceae. Loài này được Teksen & Aytaç mô tả khoa học đầu tiên năm 2004.